# Discographie de Moby
La discographie de Moby se compose de 23 albums studios, de 12 compilations, de 12 albums de remixes, de 1 album live, de 3 albums vidéos, de 4 EP, de plus de 80 singles et de 96 clips vidéos. Sa discographie est donc remplie en sachant que certaines de ses publications sont sorties sous d'autres pseudonymes.

## Sous Moby

### Albums

#### Albums studio
| Titre                                                                        | Détails                                                                                  | Positions | Positions | Positions | Positions | Positions | Positions | Positions | Positions | Positions | Positions | Ventes                                                | Certifications |
| Titre                                                                        | Détails                                                                                  | US        | ALL       | AUS       | AUT       | BEL (FL)  | BEL (WAL) | FRA       | P-B       | R-U       | SUI       | Ventes                                                | Certifications |
| ---------------------------------------------------------------------------- | ---------------------------------------------------------------------------------------- | --------- | --------- | --------- | --------- | --------- | --------- | --------- | --------- | --------- | --------- | ----------------------------------------------------- | --- |
| Moby                                                                         | - Sortie: 27 Juillet 1992 - Label: Instinct - Formats: CD, cassette, LP                  | —         | —         | —         | —         | —         | —         | —         | —         | —         | —         |                                                       | |
| Ambient                                                                      | - Sortie: 17 Août 1993 - Label: Instinct - Formats: CD, cassette, LP                     | —         | —         | —         | —         | —         | —         | —         | —         | —         | —         |                                                       | |
| Everything is Wrong                                                          | - Sortie: 14 Mars 1995 - Label: Mute, Elektra - Formats: CD, cassette, LP                | —         | 69        | —         | —         | —         | —         | —         | 43        | 21        | —         | - É-U: 180,000 - Monde: 250,000                       | - BPI: Or |
| Animal Rights                                                                | - Sortie: 23 Septembre 1996 - Label: Mute, Elektra - Formats: CD, cassette, LP           | —         | —         | —         | —         | 41        | —         | —         | —         | 38        | —         |                                                       | |
| Play                                                                         | - Sortie: 17 Mai 1999 - Label: Mute, V2 - Formats: CD, cassette, LP                      | 38        | 21        | 1         | 7         | 3         | 4         | 1         | 5         | 1         | 12        | - É-U: 2,700,000 - R-U: 1,850,388 - Monde: 12,000,000 | - RIAA: 2× Platine - ARIA: 4× Platine - BEA: 2× Platine - BPI: 6× Platine - BVMI: Or - IFPI AUT: Gold - IFPI SWI: 3× Or - NVPI: 2× Platine - SNEP: Diamant |
| 18                                                                           | - Sortie: 14 Mai 2002 - Label: Mute, V2 - Formats: CD, cassette, LP                      | 4         | 1         | 1         | 1         | 1         | 2         | 1         | 2         | 1         | 1         | - É-U: 513,000 - R-U: 518,828 - Monde: 4,000,000      | - RIAA: Or - ARIA: Platine - BEA: Platine - BPI: Platine - BVMI: Or - IFPI SWI: Platine - NVPI: Or - SNEP: Platine                                         |
| Hotel                                                                        | - Sortie: 14 Mars 2005 - Label: Mute - Formats: CD, LP, téléchargement                   | 28        | 3         | 10        | 2         | 1         | 2         | 2         | 2         | 8         | 1         | - R-U: 100,411 - Monde: 2,000,000                     | - BEA: Or - BPI: Or - BVMI: Or - IFPI AUT: Or - IFPI SWI: Or - SNEP: Platine                                                                               |
| Last Night                                                                   | - Sortie: 29 Mars 2008 - Label: Mute - Formats: CD, LP, téléchargement                   | 27        | 10        | 20        | 4         | 2         | 19        | 12        | 22        | 28        | 6         | - R-U: 21,013                                         | - BEA: Or - IFPI SWI: Or - SNEP: Or |
| Wait for Me                                                                  | - Sortie: 30 Juin 2009 - Label: Mute, Little Idiot - Formats: CD, LP, téléchargement     | 22        | 18        | 50        | 15        | 2         | 2         | 5         | 16        | 44        | 4         |                                                       | - BEA: Gold |
| Destroyed                                                                    | - Sortie: 13 Mai 2011 - Label: Mute, Little Idiot - Formats: CD, LP, téléchargement      | 69        | 10        | —         | 27        | 6         | 8         | 19        | 14        | 35        | 7         | - FRA: 15,000                                         | |
| Innocents                                                                    | - Sortie: 1 Octobre 2013 - Label: Mute, Little Idiot - Formats: CD, LP, téléchargement   | 66        | 22        | 35        | 16        | 7         | 5         | 18        | 25        | 35        | 11        | - FRA: 13,000                                         | |
| Long Ambients 1: Calm. Sleep.                                                | - Sortie: 25 Février 2016 - Label: Independent - Formats: Téléchargement, streaming      | —         | —         | —         | —         | 198       | —         | —         | —         | —         | —         |                                                       | |
| These Systems Are Failing (avec The Void Pacific Choir)                      | - Sortie: 14 Octobre 2016 - Label: Mute, Little Idiot - Formats: CD, LP, téléchargement  | —         | —         | —         | —         | 46        | 39        | 63        | —         | —         | 75        |                                                       | |
| More Fast Songs About Apocalypse (avec The Void Pacific Choir)               | - Sortie: 12 Juin 2017 - Label: Mute, Little Idiot - Formats: CD, LP, téléchargement     | —         | —         | —         | —         | —         | —         | —         | —         | —         | —         |                                                       | |
| Everything Was Beautiful and Nothing Hurt                                    | - Sortie: 2 Mars 2018 - Label: Mute, Little Idiot - Formats: CD, LP, téléchargement      | —         | 38        | —         | 36        | 8         | 24        | 82        | 90        | 30        | 23        |                                                       | |
| Long Ambients 2                                                              | - Sortie: 15 Mars 2019 - Label: Independent - Formats: Téléchargement, streaming         | —         | —         | —         | —         | —         | —         | —         | —         | —         | —         |                                                       | |
| All Visible Objects                                                          | - Sortie: 15 Mai 2020 - Label: Mute, Little Idiot - Formats: CD, LP, téléchargement      | —         | 28        | —         | 59        | 25        | 54        | 160       | —         | —         | 14        |                                                       | |
| Live Ambients – Improvised Recordings Vol. 1                                 | - Sortie: 24 Décembre 2020 - Label: Independent - Formats: Téléchargement, streaming     | —         | —         | —         | —         | —         | —         | —         | —         | —         | —         |                                                       | |
| Reprise                                                                      | - Sortie: 28 Mai 2021 - Label: Deutsche Grammophon - Formats: CD, LP, CS, téléchargement | —         | 4         | 32        | 3         | 5         | 4         | 30        | 8         | 21        | 1         |                                                       | |
| Ambient 23                                                                   | - Sortie: 1 Janvier 2023 - Label: Independent - Formats: téléchargement                  | —         | —         | —         | —         | —         | —         | —         | —         | —         | —         |                                                       | |
| Resound NYC                                                                  | - Sortie: 12 Mai 2023 - Label: Deutsche Grammophon - Formats: CD, LP, CS, téléchargement | —         | 11        | —         | 17        | 39        | 28        | 53        | —         | —         | 8         |                                                       | |
| Always Centered at Night                                                     | - Sortie: 14 juin 2024 - Label: Because Music - Formats: CD, LP, CS, téléchargement      |           |           |           |           |           |           |           |           |           |           |                                                       | |
| "—" signifie que l'album n'est pas sorti ou ne s'est pas classé dans le pays |                                                                                          |           |           |           |           |           |           |           |           |           |           |                                                       | |

#### Albums live
| Titre                       | Détails                                                                        |
| --------------------------- | ------------------------------------------------------------------------------ |
| iTunes Festival London 2011 | - Sortie: 4 Août 2011 - Label: Little Idiot, Because - Formats: Téléchargement |

#### Albums de compilation
| Titre                                                                        | Détails                                                                    | Positions | Positions | Positions | Positions | Positions | Positions | Positions | Positions | Positions | Positions | Certifications                                |
| Titre                                                                        | Détails                                                                    | É-U       | É-U Dance | ALL       | AUT       | BEL (FL)  | BEL (WAL) | FRA       | P-B       | R-U       | SUI       | Certifications                                |
| ---------------------------------------------------------------------------- | -------------------------------------------------------------------------- | --------- | --------- | --------- | --------- | --------- | --------- | --------- | --------- | --------- | --------- | --------------------------------------------- |
| Instinct Dance                                                               | - Sortie: 30 Novembre 1991 - Label: Instinct - Formats: CD, LP             | —         | —         | —         | —         | —         | —         | —         | —         | —         | —         |                                               |
| Early Underground                                                            | - Sortie: 10 Mars 1993 - Label: Instinct - Formats: CD                     | —         | —         | —         | —         | —         | —         | —         | —         | —         | —         |                                               |
| Rare: The Collected B-Sides 1989–1993                                        | - Sortie: 6 Août 1996 - Label: Instinct - Formats: CD                      | —         | —         | —         | —         | —         | —         | —         | —         | —         | —         |                                               |
| I Like to Score                                                              | - Sortie: 10 Octobre 1997 - Label: Mute, Elektra - Formats: CD, LP, CS     | —         | —         | —         | —         | —         | —         | 83        | —         | 54        | —         | - BPI: Argent                                 |
| MobySongs 1993–1998                                                          | - Sortie: 18 Juillet 2000 - Label: Elektra - Formats: CD                   | 137       | —         | —         | —         | —         | —         | —         | —         | —         | —         |                                               |
| Play: The B-Sides                                                            | - Sortie: 24 Octobre 2000 - Label: V2 - Formats: CD, cassette              | 165       | 14        | —         | —         | —         | —         | —         | —         | 24        | —         |                                               |
| 18 B-Sides + DVD                                                             | - Sortie: 18 Novembre 2003 - Label: Mute, V2 - Formats: CD/DVD             | —         | 4         | —         | —         | —         | —         | —         | —         | —         | —         |                                               |
| iTunes Originals – Moby                                                      | - Sortie: 26 Juillet 2005 - Label: V2 - Formats: Téléchargement            | —         | —         | —         | —         | —         | —         | —         | —         | —         | —         |                                               |
| Go – The Very Best of Moby                                                   | - Sortie: 24 Octobre 2006 - Label: Mute, V2 - Formats: CD, téléchargement  | 153       | 3         | 31        | 20        | 1         | 3         | —         | 25        | 23        | 4         | - BEA: Or - BPI: Or - IFPI SWI: Or - SNEP: Or |
| A Night in NYC                                                               | - Sortie: 4 Mai 2008 - Label: UpFront - Formats: CD                        | —         | —         | —         | —         | —         | —         | —         | —         | —         | —         |                                               |
| Music from Porcelain                                                         | - Sortie: May 27, 2016 - Label: Little Idiot - Formats: CD, téléchargement | —         | —         | —         | —         | —         | —         | 122       | —         | —         | —         |                                               |
| "—" signifie que l'album n'est pas sorti ou ne s'est pas classé dans le pays |                                                                            |           |           |           |           |           |           |           |           |           |           |                                               |

#### Albums de remixes
| Titre                                                                        | Détails                                                                            | Positions | Positions | Positions | Positions | Certifications |
| Titre                                                                        | Détails                                                                            | É-U Dance | BEL (FL)  | BEL (WAL) | R-U       | Certifications |
| ---------------------------------------------------------------------------- | ---------------------------------------------------------------------------------- | --------- | --------- | --------- | --------- | -------------- |
| Everything is Wrong                                                          | - Sortie: 16 Janvier 1996 - Label: Mute - Formats: CD, cassette                    | —         | —         | —         | 25        | - BPI: Or      |
| Go – The Very Best of Moby: Remixed                                          | - Sortie: 1 Mars 2007 - Label: Mute - Formats: CD                                  | —         | 33        | —         | —         |                |
| Last Night Remixed                                                           | - Sortie: 3 Novembre 2008 - Label: Mute - Formats: CD, téléchargement              | 17        | —         | —         | —         |                |
| Wait for Me: Ambient                                                         | - Sortie: 2 Novembre 2009 - Label: Little Idiot - Formats: CD, téléchargement      | 15        | —         | —         | —         |                |
| Wait for Me. Remixes!                                                        | - Sortie: 18 Mai 2010 - Label: Mute - Formats: CD, téléchargement                  | 23        | —         | —         | —         |                |
| Destroyed Remixed                                                            | - Sortie: 1 Mai 2012 - Label: Mute, Little Idiot - Formats: CD, téléchargement     | —         | —         | —         | —         |                |
| The Remixes                                                                  | - Sortie: 25 Juillet 2016 - Label: Revealed, Cloud 9 - Formats: Téléchargement     | —         | —         | —         | —         |                |
| The Remixes                                                                  | - Sortie: 14 Novembre 2016 - Label: Drumcode - Formats: Téléchargement             | —         | —         | —         | —         |                |
| Moby Remixes                                                                 | - Sortie: 14 Décembre 2016 - Label: 2Diy4, Diynamic - Formats: 12", téléchargement | —         | —         | —         | —         |                |
| Black Lacquer                                                                | - Sortie: 10 Février 2017 - Label: Fool's Gold - Formats: Téléchargement           | —         | —         | —         | —         |                |
| Suara Remixes                                                                | - Sortie: 6 Mars 2017 - Label: Suara - Formats: 12", téléchargement                | —         | —         | —         | —         |                |
| Reprise – Remixes                                                            | - Sortie: 20 Mai 2022 - Label: Deutsche Grammophon - Formats:                      | —         | 193       | 112       | —         |                |
| "—" signifie que l'album n'est pas sorti ou ne s'est pas classé dans le pays |                                                                                    |           |           |           |           |                |

### Sorties vidéo
| Titre                                                                        | Détails                                                             | Positions | Certifications        |
| Titre                                                                        | Détails                                                             | É-U Video | Certifications        |
| ---------------------------------------------------------------------------- | ------------------------------------------------------------------- | --------- | --------------------- |
| Play: The DVD                                                                | - Sortie: 10 Juillet 2001 - Label: Mute, V2 - Formats: DVD          | 1         | - RIAA: Or - ARIA: Or |
| Live: Hotel Tour                                                             | - Sortie: 31 Mars 2006 - Label: Mute - Formats: DVD                 | —         |                       |
| Almost Home: Live at the Fonda Theatre, LA                                   | - Sortie: 3 Mars 2014 - Label: Mute, Little Idiot - Formats: CD/DVD | —         |                       |
| "—" signifie que l'album n'est pas sorti ou ne s'est pas classé dans le pays |                                                                     |           |                       |

### Extended plays
| Titre                                 | Détails                                                                             |
| ------------------------------------- | ----------------------------------------------------------------------------------- |
| Move – The E.P.                       | - Sortie: 31 Août 1993 - Label: Mute, Elektra - Formats: CD, CS, 12"                |
| Disk                                  | - Sortie: 1 Juillet 1995 - Label: Elektra - Formats: CD                             |
| Moby EP                               | - Sortie: 2006 - Label: EMI - Formats: CD                                           |
| The BioShock EP (avec Oscar the Punk) | - Sortie: 4 Décembre 2007 - Label: Rapture - Formats: CD                            |
| Last Night - Special EP               | - Sortie: Décembre 2008 - Label: Mute - Formats: CD                                 |
| Be the One                            | - Sortie: 15 Février 2011 - Label: Little Idiot, Mute - Formats: CD, téléchargement |

### Singles

#### Singles principaux
| Titre                                                                                              | Année | Positions | Positions | Positions | Positions | Positions | Positions | Positions | Positions | Positions | Positions | Positions | Certifications                               | Album                                       |
| Titre                                                                                              | Année | É-U       | É-U Club  | ALL       | AUS       | AUT       | BEL (FL)  | BEL (WAL) | FRA       | P-B       | R-U       | SUI       | Certifications                               | Album                                       |
| -------------------------------------------------------------------------------------------------- | ----- | --------- | --------- | --------- | --------- | --------- | --------- | --------- | --------- | --------- | --------- | --------- | -------------------------------------------- | ------------------------------------------- |
| Mobility                                                                                           | 1990  | —         | —         | —         | —         | —         | —         | —         | —         | —         | —         | —         |                                              | Instinct Dance                              |
| Go                                                                                                 | 1991  | —         | 18        | —         | —         | —         | 20        | —         | —         | 9         | 10        | —         |                                              | Moby                                        |
| Drop a Beat                                                                                        | 1992  | —         | 6         | —         | —         | —         | —         | —         | —         | —         | —         | —         |                                              | Moby                                        |
| Next Is the E                                                                                      | 1992  | —         | 8         | —         | —         | —         | —         | —         | —         | —         | —         | —         |                                              | Moby                                        |
| I Feel It / Thousand                                                                               | 1993  | —         | —         | —         | —         | —         | —         | —         | —         | —         | 38        | —         |                                              | Moby                                        |
| Move (You Make Me Feel So Good)                                                                    | 1993  | —         | 1         | —         | —         | —         | —         | —         | —         | 23        | 21        | —         |                                              | Move – The E.P.                             |
| All That I Need Is To Be Loved                                                                     | 1993  | —         | —         | —         | —         | —         | —         | —         | —         | —         | —         | —         |                                              | Move – The E.P.                             |
| Hymn                                                                                               | 1994  | —         | 10        | —         | —         | —         | —         | —         | —         | —         | 31        | 46        |                                              | Everything is Wrong                         |
| Feeling So Real                                                                                    | 1994  | —         | 9         | 14        | —         | 21        | —         | —         | —         | 12        | 30        | 9         |                                              | Everything is Wrong                         |
| Everytime You Touch Me                                                                             | 1995  | —         | 17        | —         | —         | —         | 46        | —         | —         | 25        | 28        | —         |                                              | Everything is Wrong                         |
| Into the Blue                                                                                      | 1995  | —         | —         | —         | —         | —         | —         | —         | —         | —         | 37        | —         |                                              | Everything is Wrong                         |
| Bring Back My Happiness                                                                            | 1996  | —         | 10        | —         | —         | —         | —         | —         | —         | —         | —         | —         |                                              | Everything is Wrong                         |
| That's When I Reach for My Revolver                                                                | 1996  | —         | —         | —         | —         | —         | —         | —         | —         | —         | 50        | —         |                                              | Animal Rights                               |
| Come on Baby                                                                                       | 1996  | —         | —         | —         | —         | —         | —         | —         | —         | —         | —         | —         |                                              | Animal Rights                               |
| James Bond Theme (Moby's Re-Version)                                                               | 1997  | —         | 1         | 48        | 65        | —         | 44        | —         | 41        | 37        | 8         | 17        |                                              | I Like to Score                             |
| Honey                                                                                              | 1998  | —         | —         | 77        | 95        | 30        | —         | —         | —         | 94        | 33        | —         |                                              | Play                                        |
| Run On                                                                                             | 1999  | —         | —         | —         | —         | 93        | —         | —         | —         | —         | 33        | —         |                                              | Play                                        |
| Bodyrock                                                                                           | 1999  | —         | 6         | —         | —         | —         | —         | —         | —         | —         | 38        | —         |                                              | Play                                        |
| Why Does My Heart Feel So Bad?                                                                     | 1999  | —         | —         | 3         | 33        | 4         | —         | —         | —         | 61        | 16        | 4         | - BPI: Argent - BVMI: Platine - IFPI AUT: Or | Play                                        |
| Natural Blues                                                                                      | 2000  | —         | 11        | 46        | —         | —         | —         | 28        | 9         | 66        | 11        | 28        | - BPI: Argent - SNEP: Or                     | Play                                        |
| Porcelain                                                                                          | 2000  | —         | 14        | 63        | 56        | —         | —         | —         | 99        | 68        | 5         | 79        | - BPI: Platine                               | Play                                        |
| Honey (featuring Kelis)                                                                            | 2000  | —         | —         | —         | —         | —         | —         | —         | —         | —         | —         | —         |                                              | Play                                        |
| South Side (featuring Gwen Stefani)                                                                | 2000  | 14        | 16        | —         | —         | —         | —         | —         | —         | —         | —         | —         |                                              | Play                                        |
| Find My Baby                                                                                       | 2000  | —         | —         | —         | —         | —         | —         | —         | 53        | 94        | —         | —         |                                              | Play                                        |
| We Are All Made of Stars                                                                           | 2002  | —         | 19        | 60        | 23        | 50        | —         | —         | 40        | 54        | 11        | 17        |                                              | 18                                          |
| Extreme Ways                                                                                       | 2002  | —         | 12        | —         | —         | —         | —         | —         | 53        | —         | 39        | 91        |                                              | 18                                          |
| In This World                                                                                      | 2002  | —         | 18        | 78        | 88        | —         | 19        | 16        | 22        | 47        | 35        | 66        |                                              | 18                                          |
| In My Heart                                                                                        | 2003  | —         | —         | —         | —         | —         | —         | —         | 76        | —         | —         | —         |                                              | 18                                          |
| Sunday (The Day Before My Birthday)                                                                | 2003  | —         | —         | —         | —         | —         | —         | —         | —         | 93        | —         | —         |                                              | 18                                          |
| Jam for the Ladies (vs. Princess Superstar)                                                        | 2003  | —         | —         | —         | 62        | —         | —         | —         | —         | —         | —         | —         |                                              | 18                                          |
| Make Love Fuck War (avec Public Enemy)                                                             | 2004  | —         | —         | —         | —         | —         | —         | —         | —         | —         | —         | —         |                                              | New Whirl Odor                              |
| Lift Me Up                                                                                         | 2005  | —         | —         | 12        | —         | 12        | 8         | 12        | 6         | 23        | 18        | 24        | - SNEP: Or                                   | Hotel                                       |
| Raining Again                                                                                      | 2005  | —         | —         | 82        | 52        | —         | —         | —         | —         | —         | —         | 96        |                                              | Hotel                                       |
| Spiders                                                                                            | 2005  | —         | —         | —         | —         | —         | —         | —         | —         | —         | 50        | —         |                                              | Hotel                                       |
| Dream About Me                                                                                     | 2005  | —         | —         | —         | —         | —         | —         | —         | —         | —         | —         | —         |                                              | Hotel                                       |
| Beautiful                                                                                          | 2005  | —         | —         | 90        | —         | —         | —         | —         | 63        | —         | —         | —         |                                              | Hotel                                       |
| Slipping Away                                                                                      | 2006  | —         | —         | 63        | —         | —         | —         | —         | —         | —         | 53        | —         |                                              | Hotel                                       |
| Slipping Away (Crier la vie) (avec Mylène Farmer)                                                  | 2006  | —         | —         | —         | —         | —         | —         | 1         | 1         | —         | —         | 18        | - SNEP: Or                                   | Go – The Very Best of Moby                  |
| Escapar (Slipping Away) (avec Amaral)                                                              | 2006  | —         | —         | —         | —         | —         | —         | —         | —         | —         | —         | —         |                                              | Go – The Very Best of Moby                  |
| New York, New York (featuring Debbie Harry)                                                        | 2006  | —         | —         | 69        | —         | 47        | 38        | —         | —         | 64        | 43        | 80        |                                              | Go – The Very Best of Moby                  |
| Extreme Ways (Bourne's Ultimatum)                                                                  | 2007  | —         | —         | —         | —         | —         | —         | —         | —         | —         | 45        | —         | - BPI: Argent                                | La Vengeance dans la peau (bande originale) |
| Alice                                                                                              | 2008  | —         | —         | —         | —         | —         | —         | —         | —         | —         | —         | —         |                                              | Last Night                                  |
| Disco Lies                                                                                         | 2008  | —         | 1         | 8         | —         | 21        | 4         | 12        | —         | —         | —         | 10        |                                              | Last Night                                  |
| I Love to Move in Here                                                                             | 2008  | —         | 1         | —         | —         | —         | 47        | —         | —         | —         | —         | —         |                                              | Last Night                                  |
| Ooh Yeah                                                                                           | 2008  | —         | 3         | —         | —         | —         | —         | —         | —         | —         | —         | —         |                                              | Last Night                                  |
| Last Night                                                                                         | 2008  | —         | —         | —         | —         | —         | —         | —         | —         | —         | —         | —         |                                              | Last Night                                  |
| Shot in the Back of the Head                                                                       | 2009  | —         | —         | —         | —         | —         | —         | —         | —         | —         | —         | —         |                                              | Wait for Me                                 |
| Pale Horses                                                                                        | 2009  | —         | —         | —         | —         | —         | 20        | 25        | —         | —         | —         | —         |                                              | Wait for Me                                 |
| Mistake                                                                                            | 2009  | —         | 19        | —         | —         | —         | —         | —         | —         | —         | —         | —         |                                              | Wait for Me                                 |
| One Time We Lived                                                                                  | 2009  | —         | —         | —         | —         | —         | —         | —         | —         | —         | —         | —         |                                              | Wait for Me                                 |
| Wait for Me                                                                                        | 2010  | —         | —         | —         | —         | —         | 45        | —         | —         | —         | —         | —         |                                              | Wait for Me                                 |
| Be the One                                                                                         | 2011  | —         | —         | —         | —         | —         | —         | —         | 96        | —         | —         | —         |                                              | Destroyed                                   |
| Sevastopol                                                                                         | 2011  | —         | —         | —         | —         | —         | —         | —         | —         | —         | —         | —         |                                              | Destroyed                                   |
| Victoria Lucas                                                                                     | 2011  | —         | —         | —         | —         | —         | —         | —         | —         | —         | —         | —         |                                              | Destroyed                                   |
| The Day                                                                                            | 2011  | —         | —         | —         | —         | —         | —         | —         | —         | —         | —         | —         |                                              | Destroyed                                   |
| Lie Down in Darkness                                                                               | 2011  | —         | —         | —         | —         | —         | —         | —         | —         | —         | —         | —         |                                              | Destroyed                                   |
| The Right Thing                                                                                    | 2011  | —         | —         | —         | —         | —         | —         | —         | —         | —         | —         | —         |                                              | Destroyed                                   |
| After                                                                                              | 2011  | —         | —         | —         | —         | —         | —         | —         | —         | —         | —         | —         |                                              | Destroyed                                   |
| After the After (vs. Joris Voorn)                                                                  | 2011  | —         | —         | —         | —         | —         | —         | —         | —         | —         | —         | —         |                                              | Toolroom Records Presents Miami 2012        |
| The Poison Tree                                                                                    | 2012  | —         | —         | —         | —         | —         | —         | —         | —         | —         | —         | —         |                                              | Destroyed                                   |
| Lacrimae                                                                                           | 2012  | —         | —         | —         | —         | —         | —         | —         | —         | —         | —         | —         |                                              | Destroyed                                   |
| Extreme Ways (Bourne's Legacy)                                                                     | 2012  | —         | —         | —         | —         | —         | —         | —         | —         | —         | —         | —         |                                              | Jason Bourne : L'Héritage (bande originale) |
| Para (avec The Loops of Fury)                                                                      | 2013  | —         | —         | —         | —         | —         | —         | —         | —         | —         | —         | —         |                                              |                                             |
| The Lonely Night (featuring Mark Lanegan)                                                          | 2013  | —         | —         | —         | —         | —         | —         | —         | —         | —         | —         | —         |                                              | Innocents                                   |
| A Case for Shame (featuring Cold Specks)                                                           | 2013  | —         | —         | —         | —         | —         | —         | —         | 119       | —         | —         | —         |                                              | Innocents                                   |
| The Perfect Life (featuring Wayne Coyne)                                                           | 2013  | —         | —         | —         | —         | —         | —         | —         | 164       | —         | —         | —         |                                              | Innocents                                   |
| Almost Home (featuring Damien Jurado)                                                              | 2014  | —         | —         | 73        | —         | —         | —         | —         | —         | —         | —         | —         |                                              | Innocents                                   |
| Saints                                                                                             | 2014  | —         | —         | —         | —         | —         | —         | —         | —         | —         | —         | —         |                                              | Innocents                                   |
| Delay (avec Lucky Date)                                                                            | 2014  | —         | —         | —         | —         | —         | —         | —         | —         | —         | —         | —         |                                              |                                             |
| Lucy in the Sky With Diamonds (avec The Flaming Lips & Miley Cyrus)                                | 2014  | —         | —         | —         | —         | —         | —         | —         | —         | —         | —         | —         |                                              | With A Little Help From My Fwends           |
| Rio                                                                                                | 2014  | —         | —         | —         | —         | —         | —         | —         | —         | —         | —         | —         |                                              | Making Patterns Rhyme                       |
| The Only Thing (vocaux de Julie Mintz)                                                             | 2014  | —         | —         | —         | —         | —         | —         | —         | —         | —         | —         | —         |                                              |                                             |
| The Last Day (vocaux de Skylar Grey)                                                               | 2014  | —         | —         | —         | —         | —         | —         | —         | —         | —         | —         | —         |                                              |                                             |
| Death Star (avec Darth & Vader)                                                                    | 2014  | —         | —         | —         | —         | —         | —         | —         | —         | —         | —         | —         |                                              |                                             |
| Ow (avec ACTi)                                                                                     | 2014  | —         | —         | —         | —         | —         | —         | —         | —         | —         | —         | —         |                                              |                                             |
| The Light Is Clear in My Eyes (avec The Void Pacific Choir)                                        | 2015  | —         | —         | —         | —         | —         | —         | —         | —         | —         | —         | —         |                                              | These Systems Are Failing                   |
| Almost Loved (avec The Void Pacific Choir)                                                         | 2015  | —         | —         | —         | —         | —         | —         | —         | —         | —         | —         | —         |                                              | These Systems Are Failing                   |
| Extreme Ways (Jason Bourne)                                                                        | 2015  | —         | —         | —         | —         | —         | —         | —         | —         | —         | —         | —         |                                              | Jason Bourne (bande originale)              |
| Trump Is on Your Side (avec The Heartland Choir)                                                   | 2016  | —         | —         | —         | —         | —         | —         | —         | —         | —         | —         | —         |                                              | 30 Days, 30 Songs                           |
| Little Failure (avec The Void Pacific Choir)                                                       | 2016  | —         | —         | —         | —         | —         | —         | —         | —         | —         | —         | —         |                                              | 30 Days, 30 Songs                           |
| Don't Leave Me (avec The Void Pacific Choir)                                                       | 2016  | —         | —         | —         | —         | —         | —         | —         | —         | —         | —         | —         |                                              | These Systems Are Failing                   |
| These Systems Are Falling (avec The Void Pacific Choir)                                            | 2016  | —         | —         | —         | —         | —         | —         | —         | —         | —         | —         | —         |                                              | These Systems Are Failing                   |
| Are You Lost in the World Like Me? (avec The Void Pacific Choir)                                   | 2016  | —         | —         | —         | —         | —         | —         | —         | —         | —         | —         | —         |                                              | These Systems Are Failing                   |
| Holy Sh*t (You've Got to Vote)                                                                     | 2016  | —         | —         | —         | —         | —         | —         | —         | —         | —         | —         | —         |                                              |                                             |
| Hey! Hey! (avec The Void Pacific Choir)                                                            | 2016  | —         | —         | —         | —         | —         | —         | —         | —         | —         | —         | —         |                                              | These Systems Are Failing                   |
| Break. Doubt (avec The Void Pacific Choir)                                                         | 2016  | —         | —         | —         | —         | —         | —         | —         | —         | —         | —         | —         |                                              | These Systems Are Failing                   |
| I Wait for You (avec The Void Pacific Choir)                                                       | 2016  | —         | —         | —         | —         | —         | —         | —         | —         | —         | —         | —         |                                              | These Systems Are Failing                   |
| And It Hurts (avec The Void Pacific Choir)                                                         | 2016  | —         | —         | —         | —         | —         | —         | —         | —         | —         | —         | —         |                                              | These Systems Are Failing                   |
| Erupt & Matter (avec The Void Pacific Choir)                                                       | 2017  | —         | —         | —         | —         | —         | —         | —         | —         | —         | —         | —         |                                              | These Systems Are Failing                   |
| A Simple Love (avec The Void Pacific Choir)                                                        | 2017  | —         | —         | —         | —         | —         | —         | —         | —         | —         | —         | —         |                                              | These Systems Are Failing                   |
| A Happy Song (avec The Void Pacific Choir)                                                         | 2017  | —         | —         | —         | —         | —         | —         | —         | —         | —         | —         | —         |                                              | More Fast Songs About Apocalypse            |
| It's Hard to Say Goodbye (avec The Void Pacific Choir)                                             | 2017  | —         | —         | —         | —         | —         | —         | —         | —         | —         | —         | —         |                                              | More Fast Songs About Apocalypse            |
| If Only a Correction of All We've Been (avec The Void Pacific Choir)                               | 2017  | —         | —         | —         | —         | —         | —         | —         | —         | —         | —         | —         |                                              | More Fast Songs About Apocalypse            |
| In This Cold Place (avec The Void Pacific Choir)                                                   | 2017  | —         | —         | —         | —         | —         | —         | —         | —         | —         | —         | —         |                                              | More Fast Songs About Apocalypse            |
| All the Hurts We Made (avec The Void Pacific Choir)                                                | 2017  | —         | —         | —         | —         | —         | —         | —         | —         | —         | —         | —         |                                              | More Fast Songs About Apocalypse            |
| Trust (avec The Void Pacific Choir)                                                                | 2017  | —         | —         | —         | —         | —         | —         | —         | —         | —         | —         | —         |                                              | More Fast Songs About Apocalypse            |
| There's Nothing Wrong With the World There's Something Wrong With Me (avec The Void Pacific Choir) | 2017  | —         | —         | —         | —         | —         | —         | —         | —         | —         | —         | —         |                                              | More Fast Songs About Apocalypse            |
| A Softer War (avec The Void Pacific Choir)                                                         | 2017  | —         | —         | —         | —         | —         | —         | —         | —         | —         | —         | —         |                                              | More Fast Songs About Apocalypse            |
| Like a Motherless Child                                                                            | 2017  | —         | —         | —         | —         | —         | —         | —         | —         | —         | —         | —         |                                              | Everything Was Beautiful and Nothing Hurt   |
| Natural Blues (avec Showtek)                                                                       | 2018  | —         | —         | —         | —         | —         | —         | —         | —         | —         | —         | —         |                                              |                                             |
| Mere Anarchy                                                                                       | 2018  | —         | —         | —         | —         | —         | —         | —         | —         | —         | —         | —         |                                              | Everything Was Beautiful and Nothing Hurt   |
| This Wild Darkness                                                                                 | 2018  | —         | —         | —         | —         | —         | —         | —         | —         | —         | —         | —         |                                              | Everything Was Beautiful and Nothing Hurt   |
| The Sorrow Tree                                                                                    | 2018  | —         | —         | —         | —         | —         | —         | —         | —         | —         | —         | —         |                                              | Everything Was Beautiful and Nothing Hurt   |
| Falling Rain and Light                                                                             | 2018  | —         | —         | —         | —         | —         | —         | —         | —         | —         | —         | —         |                                              | Everything Was Beautiful and Nothing Hurt   |
| The Ceremony of Innocence                                                                          | 2018  | —         | —         | —         | —         | —         | —         | —         | —         | —         | —         | —         |                                              | Everything Was Beautiful and Nothing Hurt   |
| ASAP Forever (avec ASAP Rocky)                                                                     | 2018  | 63        | —         | 77        | —         | 61        | —         | —         | —         | —         | —         | 45        | - RIAA: Platine - BPI: Argent                | Testing                                     |
| I May Be Dead, But One Day the World Will Be Beautiful Again (avec Coyu)                           | 2019  | —         | —         | —         | —         | —         | —         | —         | —         | —         | —         | —         |                                              |                                             |
| "Power Is Taken" (vocaux de D.H. Pelligro & Boog!e)                                                | 2020  | —         | —         | —         | —         | —         | —         | —         | —         | —         | —         | —         |                                              | All Visible Objects                         |
| Too Much Change (vocaux de Apollo Jane)                                                            | 2020  | —         | —         | —         | —         | —         | —         | —         | —         | —         | —         | —         |                                              | All Visible Objects                         |
| My Only Love (vocaux de Mindy Jones)                                                               | 2020  | —         | —         | —         | —         | —         | —         | —         | —         | —         | —         | —         |                                              | All Visible Objects                         |
| Morningside (vocaux de Apollo Jane)                                                                | 2020  | —         | —         | —         | —         | —         | —         | —         | —         | —         | —         | —         |                                              | All Visible Objects                         |
| Rise Up In Love (vocaux de Apollo Jane)                                                            | 2020  | —         | —         | —         | —         | —         | —         | —         | —         | —         | —         | —         |                                              | All Visible Objects                         |
| Forever                                                                                            | 2020  | —         | —         | —         | —         | —         | —         | —         | —         | —         | —         | —         |                                              | All Visible Objects                         |
| Tecie                                                                                              | 2020  | —         | —         | —         | —         | —         | —         | —         | —         | —         | —         | —         |                                              | All Visible Objects                         |
| Too Much Change (vocaux de Apollo Jane)                                                            | 2020  | —         | —         | —         | —         | —         | —         | —         | —         | —         | —         | —         |                                              | All Visible Objects                         |
| One Last Time (vocaux de Apollo Jane)                                                              | 2020  | —         | —         | —         | —         | —         | —         | —         | —         | —         | —         | —         |                                              | All Visible Objects                         |
| Refuge                                                                                             | 2020  | —         | —         | —         | —         | —         | —         | —         | —         | —         | —         | —         |                                              | All Visible Objects                         |
| Porcelain (Reprise) (featuring Jim James)                                                          | 2021  | —         | —         | —         | —         | —         | —         | —         | —         | —         | —         | —         |                                              | Reprise                                     |
| The Lonely Night (Reprise) (featuring Mark Lanegan & Kris Kristofferson)                           | 2021  | —         | —         | —         | —         | —         | —         | —         | —         | —         | —         | —         |                                              | Reprise                                     |
| Natural Blues (Reprise) (featuring Gregory Porter & Amythyst Kiah)                                 | 2021  | —         | —         | —         | —         | —         | —         | —         | —         | —         | —         | —         |                                              | Reprise                                     |
| God Moving over the Face of the Waters (Reprise) (featuring Víkingur Ólafsson)                     | 2021  | —         | —         | —         | —         | —         | —         | —         | —         | —         | —         | —         |                                              | Reprise                                     |
| Heroes (Reprise) (featuring Mindy Jones)                                                           | 2021  | —         | —         | —         | —         | —         | —         | —         | —         | —         | —         | —         |                                              | Reprise                                     |
| We Are all Made of Stars (Reprise)                                                                 | 2021  | —         | —         | —         | —         | —         | —         | —         | —         | —         | —         | —         |                                              | Reprise                                     |
| Almost Home (Reprise) (featuring Mindy Jones & Darlingside & Novo Amor)                            | 2021  | —         | —         | —         | —         | —         | —         | —         | —         | —         | —         | —         |                                              | Reprise                                     |
| Why Does My Heart Feel So Bad? (Reprise) (featuring Apollo Jane & Deitrick Haddon)                 | 2021  | —         | —         | —         | —         | —         | —         | —         | —         | —         | —         | —         |                                              | Reprise                                     |
| Extreme Ways (Reprise)                                                                             | 2021  | —         | —         | —         | —         | —         | —         | —         | —         | —         | —         | —         |                                              | Reprise                                     |
| Medusa (avec Always Centered At Night & Aynzli Jones)                                              | 2022  | —         | —         | —         | —         | —         | —         | —         | —         | —         | —         | —         |                                              |                                             |
| On Air (avec Always Centered At Night & Serpentwithfeet)                                           | 2022  | —         | —         | —         | —         | —         | —         | —         | —         | —         | —         | —         |                                              |                                             |
| This Is Not Our World (Ce n’est pas notre monde) (featuring Nicola Sirkis) 2022                    | 2022  | —         | —         | —         | —         | —         | —         | —         | —         | —         | —         | —         |                                              |                                             |
| Rescue Me (vocaux de Apollo Jane)                                                                  | 2022  | —         | —         | —         | —         | —         | —         | —         | —         | —         | —         | —         |                                              |                                             |
| Fall Back (avec Always Centered At Night & Akemi Fox)                                              | 2022  | —         | —         | —         | —         | —         | —         | —         | —         | —         | —         | —         |                                              |                                             |
| Ache For (avec Always Centered At Night & José James)                                              | 2022  | —         | —         | —         | —         | —         | —         | —         | —         | —         | —         | —         |                                              |                                             |
| Oh My (Luude & Issey Cross featuring Moby)                                                         | 2023  | —         | —         | —         | —         | —         | —         | —         | —         | —         | —         | —         |                                              |                                             |
| Transit (avec Always Centered At Night & Gaidaa)                                                   | 2023  | —         | —         | —         | —         | —         | —         | —         | —         | —         | —         | —         |                                              |                                             |
| In This World (Resound NYC) (featuring Marisha Wallace)                                            | 2023  | —         | —         | —         | —         | —         | —         | —         | —         | —         | —         | —         |                                              | Resound NYC                                 |
| Walk With Me (Resound NYC) (featuring Lady Blackbird)                                              | 2023  | —         | —         | —         | —         | —         | —         | —         | —         | —         | —         | —         |                                              | Resound NYC                                 |
| Extreme Ways (Resound NYC) (featuring Dougy Mandagi)                                               | 2023  | —         | —         | —         | —         | —         | —         | —         | —         | —         | —         | —         |                                              | Resound NYC                                 |
| South Side (Resound NYC) (featuring Ricky Wilson)                                                  | 2023  | —         | —         | —         | —         | —         | —         | —         | —         | —         | —         | —         |                                              | Resound NYC                                 |
| In My Heart (Resound NYC) (featuring Gregory Porter)                                               | 2023  | —         | —         | —         | —         | —         | —         | —         | —         | —         | —         | —         |                                              | Resound NYC                                 |
| In My Heart (Confession 2023) (avec Tchami featuring Gregory Porter)                               | 2023  | —         | —         | —         | —         | —         | —         | —         | —         | —         | —         | —         |                                              |                                             |
| Should Sleep (avec Always Centered At Night & J.P. Bimeni)                                         | 2023  | —         | —         | —         | —         | —         | —         | —         | —         | —         | —         | —         |                                              |                                             |
| We're Going Wrong (featuring Brie O'Banion)                                                        | 2023  | —         | —         | —         | —         | —         | —         | —         | —         | —         | —         | —         |                                              |                                             |
| "—" signifie que le single n'est pas sorti ou ne s'est pas classé dans le pays                     |       |           |           |           |           |           |           |           |           |           |           |           |                                              |                                             |

#### Singles promotionnels
| Titre                                                                          | Année | Positions | Album               |
| Titre                                                                          | Année | É-U Dance | Album               |
| ------------------------------------------------------------------------------ | ----- | --------- | ------------------- |
| What Love?                                                                     | 1995  | —         | Everything is Wrong |
| Why Can't It Stop?                                                             | 1999  | 47        | Hackers 3           |
| Everyday It's 1989 / The Stars                                                 | 2007  | —         | Last Night          |
| Study War                                                                      | 2009  | —         | Wait for Me         |
| Gone to Sleep (acoustic)                                                       | 2010  | —         |                     |
| Dark Dark Night (avec Midge Ure)                                               | 2015  | —         | Fragile             |
| "—" signifie que le single n'est pas sorti ou ne s'est pas classé dans le pays |       |           |                     |

### Remixes
- 1991 : Michael Jackson - Who Is It (IHS Mix / P-Man Dub / Lakeside Dub / Raw Mercy Dub / Tribal Version)
- 1991 : Pet Shop Boys - Miserabilism (Electro Mix)
- 1991 : Erasure - Chorus (Vegan Mix)
- 1991 : Fortran 5 - Heart On The Line (Bassline Mix)
- 1991 : LFO - Tan Ta Ra (Moby Remix)
- 1991 : The Shamen - Make It Mine (Manhattan Mix / Moby's Dub Mix / Deep Mix / US Dub Mix)
- 1992 : Michael Jackson - Beat It (Moby's Sub Mix)
- 1992 : Jam & Spoon - Stella (Electro Mix)
- 1992 : The Prodigy - Everybody in the Place (Dance Hall Version)
- 1992 : Orbital - Speed Freak (Moby Mutation)
- 1992 : Fierce Ruling Diva - You Gotta Believe (Moby's Love of God Mix / Moby's Sweet Mix)
- 1992 : Fierce Ruling Diva - Atomic Slide (Moby Is Hard / Moby Is Soft)
- 1992 : Opus III - I Talk To The Wind (Transcendent Mix / Transcendent Dub / Head Mix / Moby's Mix)
- 1992 : Ten City - Only Time Will Tell (Obgyn Mix / Mobgyn Dub)
- 1992 : Orbital - Speed Freak (Moby Mutation)
- 1992 : Moby - Go (Arpathoski Mix / Amphetamix)
- 1992 : Brian Eno - Fractal Zoom (Mary's Birthday Mix / Naive Mix)
- 1992 : The B-52's - Revolution Earth (Co2 Mix)
- 1992 : The B-52's - Is That You Mo-Dean? (Interdimension Mix / Harpapella / Liquid Sky Dub)
- 1992 : Soho - Ride (Moby's Dub / Moby's Odessa Mix / Moby's Bonus Speed Mix)
- 1992 : The B-52's - Good Stuff (Schottische Mix)
- 1992 : Eskimos & Egypt - Fall From Grace (Distressed Version)
- 1993 : The Other Two - Movin' On (Waterfront Mix)
- 1994 : WestBam - Bam Bam Bam (Paul Yates Mix / Moby's Dub Mix)
- 1994 : Moby - Feeling So Real (Moby's Dub Mix / Old Skool Mix)
- 1995 : Yello - Lost Again (Moby's Hands On Yello Mix)
- 1995 : The Jon Spencer Blues Explosion - Greyhound Part 1 (Moby Mix)
- 1996 : The Smashing Pumpkins - 1979 (Moby Mix)
- 1996 : The Heads - Damage I've Done (Moby Sad Gospel Mix / Moby Melodic Deep Mix)
- 1996 : Soundgarden - Dusty (Moby Mix)
- 1996 : Metallica - Until It Sleeps (Herman Melville Mix)
- 1997 : Blur - Beetlebum (Moby's Minimal House Mix / Moby's Mix)
- 1997 : Aerosmith - Falling in Love (Is Hard on the Knees) (Moby Flawed Mix / Moby Fucked Mix)
- 1997 : John Lydon - Grave Ride (Moby Mix)
- 1997 : David Bowie - Dead Man Walking (Moby Mix 1)
- 1998 : Orchestral Manoeuvres in the Dark - Souvenir (Moby Remix)
- 2000 : Beastie Boys - Alive (Moby Remix)
- 2001 : Artists Against AIDS Worldwide - What's Going On (Moby Remix)
- 2001 : Ennio Morricone - Graciosa (Moby Remix)
- 2002 : David Bowie - Sunday (Moby Remix)
- 2003 : Ferry Corsten - Rock Your Body Rock (Moby Remix)
- 2006 : The Rolling Stones - I'm Free (Moby Remix)
- 2006 : Bobby Darin - Beyond the Sea (Moby & Oscar The Punk Remix)
- 2006 : Billie Holiday - God Bless the Child (Moby and Oscar The Punk Remix)
- 2007 : Djuma Soundsystem - Les Djinns (Moby Remix)
- 2007 : Tony Bennett - I'll Be Home for Christmas (Moby Remix)
- 2010 : The Other Two - Moving On (Moby Remix)
- 2010 : Plastikman - Krakpot (Moby Remix)
- 2011 : Daft Punk - The Son of Flynn (Moby Remix)
- 2011 : Holy Ghost! - Wait & See (Moby Remix)
- 2011 : David Lynch - Noah's Ark (Moby Remix)
- 2011 : Iamwhoami - Y (Moby Remix)
- 2012 : Simple Minds - Theme for Great Cities (Moby Remix)
- 2013 : Moby & Mark Lanegan - The Lonely Night (Moby's January 14 Remix / Moby's 1962 Remix / Quit Remix)
- 2013 : Moby & Cold Specks - A Case For Shame (Moby's Normandie Remix)
- 2013 : Moby & Wayne Coyne - The Perfect Life (Moby's M-90 Remix / Moby's M-90 Club Version)
- 2014 : Moby feat. Damien Jurado - Almost Home (Moby's B Minor Remix / Moby's Cabin Remix / Moby's Doom Remix / Moby Remix 10 / Moby's House Of Koi Remix)
- 2014 : Röyksopp & Robyn - Do It Again (Moby Remix / Moby Basement Mix)
- 2014 : David Lynch - The Big Dream (Moby Reversion)
- 2014 : Moby feat. Skylar Grey - The Last Day (Moby May 14 Remix / Moby Noise Remix)
- 2015 : Mark Lanegan Band - Torn Red Heart (Moby Remix)
- 2015 : Monkey Safari - Walls (Moby Remix)
- 2015 : John Monkman & Pete Tong - The Bumps (Moby Remix)
- 2016 : Moby & The Void Pacific Choir - Almost Loved (Moby Remix)
- 2016 : Moby & The Void Pacific Choir - Are You Lost In The World Like Me? (Moby Remix)
- 2016 : NØISE - Automatic (Moby Remix)
- 2017 : KDA feat. Tinashe - Just Say (Moby Remix)
- 2017 : Kita Klane - Salt (Moby Remix)
- 2017 : Adlt Vdeo - Break (Moby Remix)
- 2018 : Pendulum - Vault (Moby Remix)
- 2018 : Billy Idol - (Do Not) Stand in the Shadows (Moby Remix)
- 2018 : Georg FitzGerald - Burns (Moby Remix)
- 2018 : Moby - The Sorrow Tree (Moby's 4 A.M Mulholland Drive Remix / Moby's Post Hominum Remix)
- 2018 : Moby - Falling Rain and Light (Moby's Seas Of Light Remix)
- 2020 : Moby - Power Is Taken (Moby’s Old School Remix)
- 2020 : Moby - Rise Up In Love (Moby's Ecstatic Piano Mix Radio Edit)
- 2021 : Amythist Kiah - Black Myself (Moby Remix)
- 2022 : Always Centered At Night & Moby & Aynzli Jones - Medusa (Moby Remix)
- 2023 : Moby feat. Gregory Porter - In My Heart (Moby Remix)
- 2023 : Moby feat. Brie O'Banion - We're Going Wrong (Moby Remix)

## Sous d'autres noms

### Voodoo Child

#### Albums
| Titre                 | Détails                                                                    | Positions |
| Titre                 | Détails                                                                    | BEL (FL)  |
| --------------------- | -------------------------------------------------------------------------- | --------- |
| The End of Everything | - Sortie: 16 Juillet 1996 - Label: Trophy, Mute, Elektra - Formats: CD, LP | —         |
| Baby Monkey           | - Sortie: 27 Janvier 2004 - Label: V2, Mute - Formats: CD                  | 67        |

#### Singles
| Titre                               | Année | Album       |
| ----------------------------------- | ----- | ----------- |
| Voodoo Child                        | 1990  |             |
| Demons / Horses                     | 1994  |             |
| Higher                              | 1995  |             |
| Dog Heaven                          | 1996  |             |
| Light Is In Your Eyes / Electronics | 2003  | Baby Monkey |
| Take it Home / Strings              | 2003  | Baby Monkey |

#### Remixes
- 1991 : Fortran 5 - Heart On The Line (Voodoo Child Mix)
- 1991 : Andromeda - Gazza (Disco 2000 Mix)
- 1991 : Moby - Go (Voodoo Child Mix)
- 1995 : Moby - Into The Blue (Voodoo Child Mix)
- 1995 : Moby - Bring Back My Happiness (Voodoo Child Mix)
- 2003 : Moby vs. Princess Superstar - Jam For The Ladies (Voodoo Child Remix)
- 2012 : Moby - Extreme Ways (Bourne's Legacy) (Voodoo Child Remix)
- 2020 : Moby - Forever (Voodoo Child Remix)
- 2022 : Moby - Into The Blue (Voodoo Child Remix)

### Barracuda

#### Singles
- 1990 : Drug Fits the Face

#### Remixes
- 1991 : Recoil - The Faith Healer (Barracuda Mix)
- 1992 : Jam & Spoon - Stella (Barracuda Mix)
- 1992 : Moby - Go (Barracuda Mix)

### Brainstorm / Mindstorm

#### Singles
- 1991 : Rock the House

#### Remixes
- 1991 : Voodoo Child - Voodoo Child (Brainstorm Mix)
- 1992 : Moby - Drop A Beat (Brainstorm Mix)

### U.H.F.
- 1991 : UHF

### Lopez
- 1995 : Why Can't It Stop?
- 1996 : Emptiness

### DJ Cake
- 1996 : Sugar Baby